# Vitoxel
Vitoxel (Sorbus aria) är en rosväxtart. Vitoxel ingår i rönnsläktet, i familjen rosväxter.
Vitoxel förekommer i nästan hela Europa. Beståndet i Norge och Sverige är introducerad för länge sedan och arten betraktas i Skandinavien som inhemsk art. Ytterligare en införd population finns uppskattningsvis i norra Afrika. Vitoxel når inte fram till Kaukasus. Den växer i låglandet och i bergstrakter vanligen upp till 1600 meter över havet. I Schweiz är små populationer upp till 2155 meter över havet dokumenterade.
Arten är utformad som en buske eller som ett 5 till 15 meter högt träd. Den behöver solsken och den hittas därför i buskskogar, i öppna skogar och vid skogskanten. Vitoxel ingår bland annat i bokskogar, avenbokskogar och ekskogar.
Hjortdjur som äter artens blad och bark kan skada flera exemplar. Vitoxel drabbas även av parasiter som svampen Neonectria ditissima eller sjukdomar som liknar päronpest. Arten har fortfarande en stor population. Den listas av IUCN som livskraftig (LC).

## Underarter
Arten delas in i följande underarter:
- S. a. aria
- S. a. lanifera

## Bildgalleri

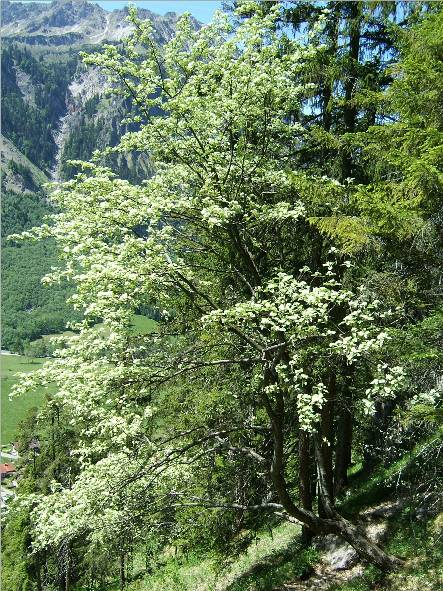
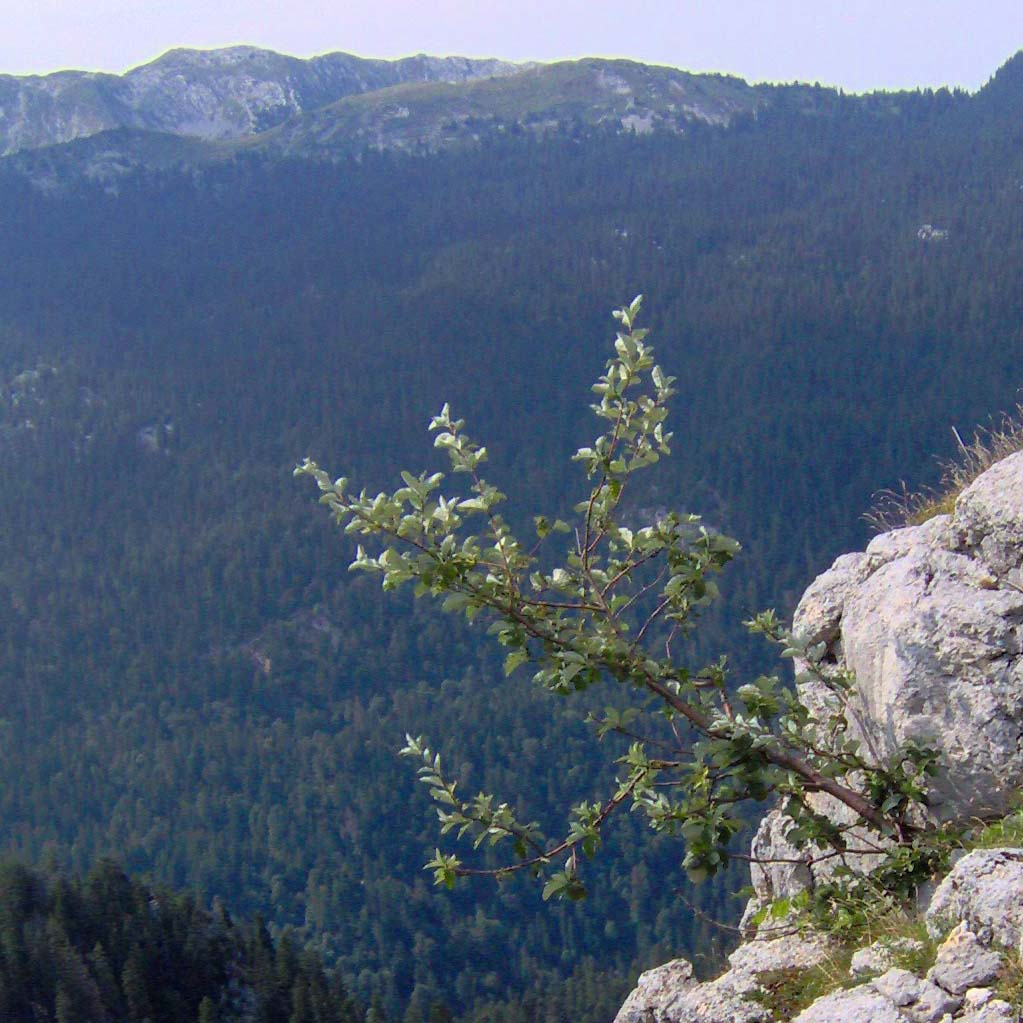
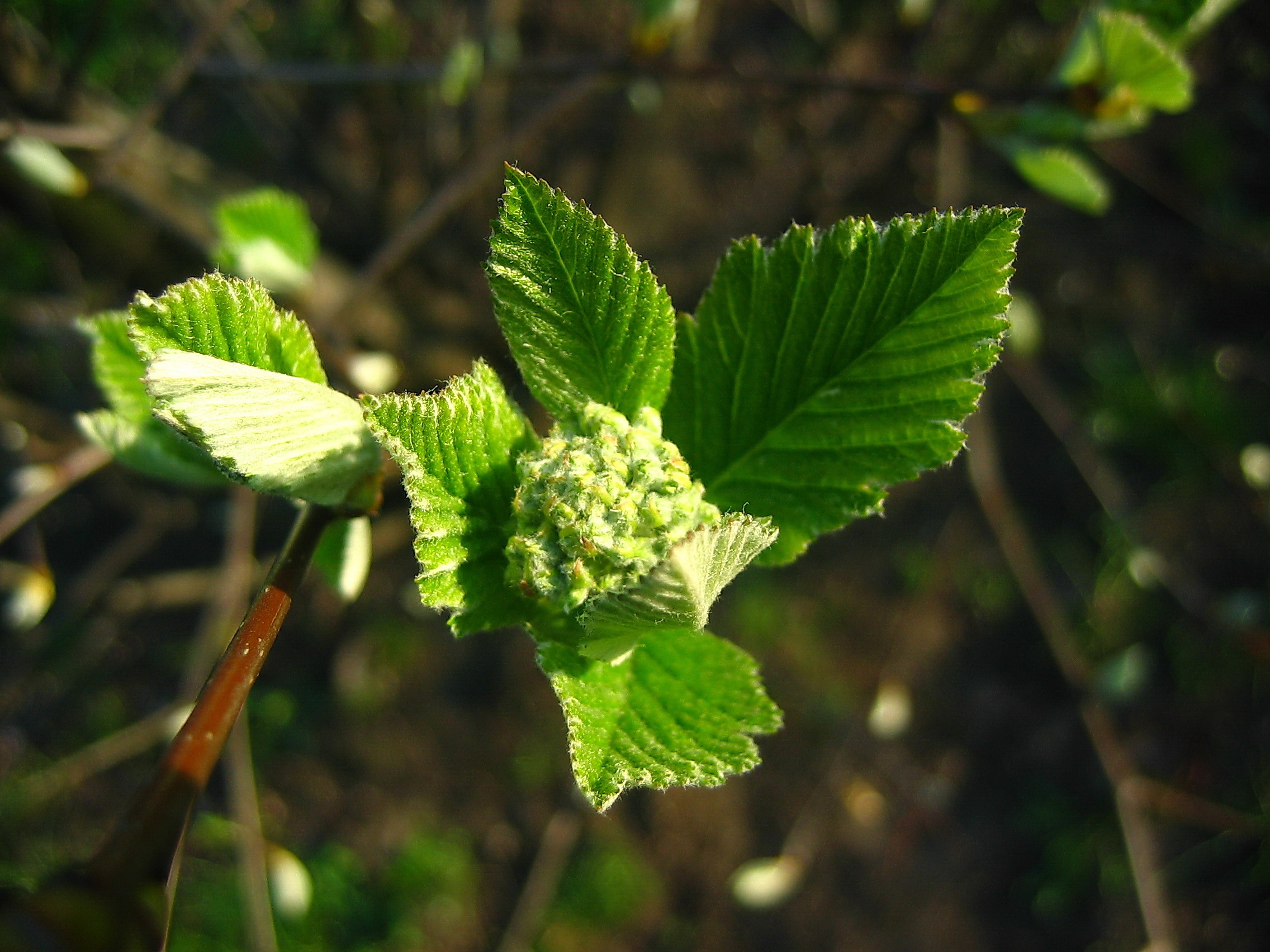
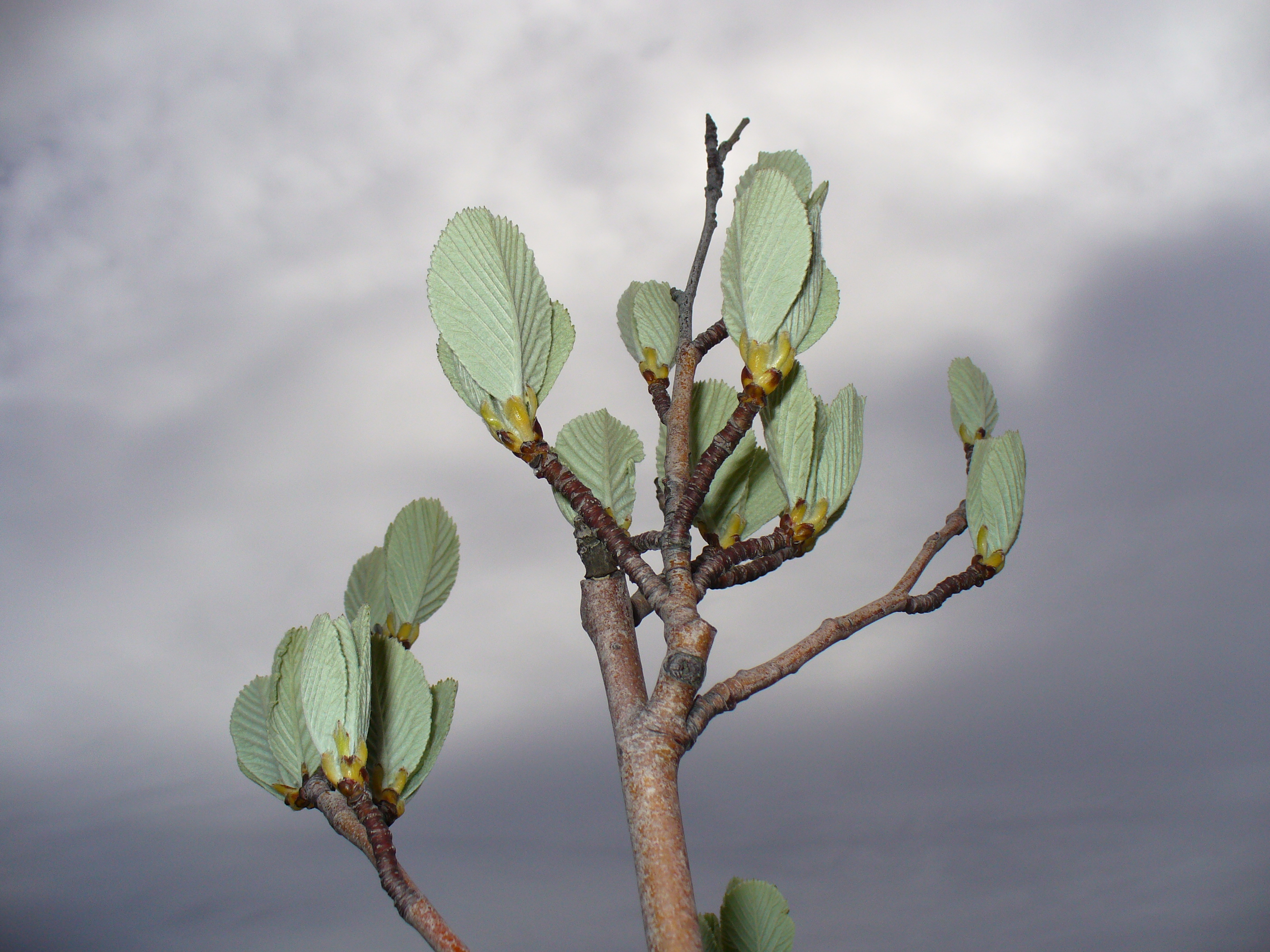
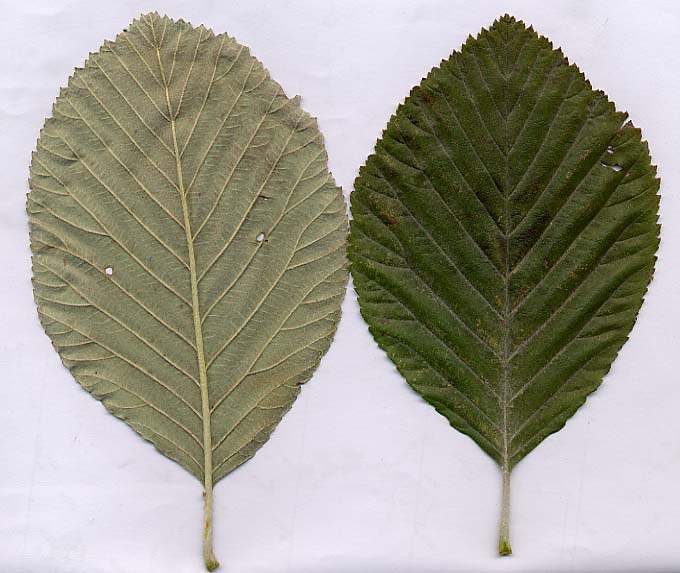
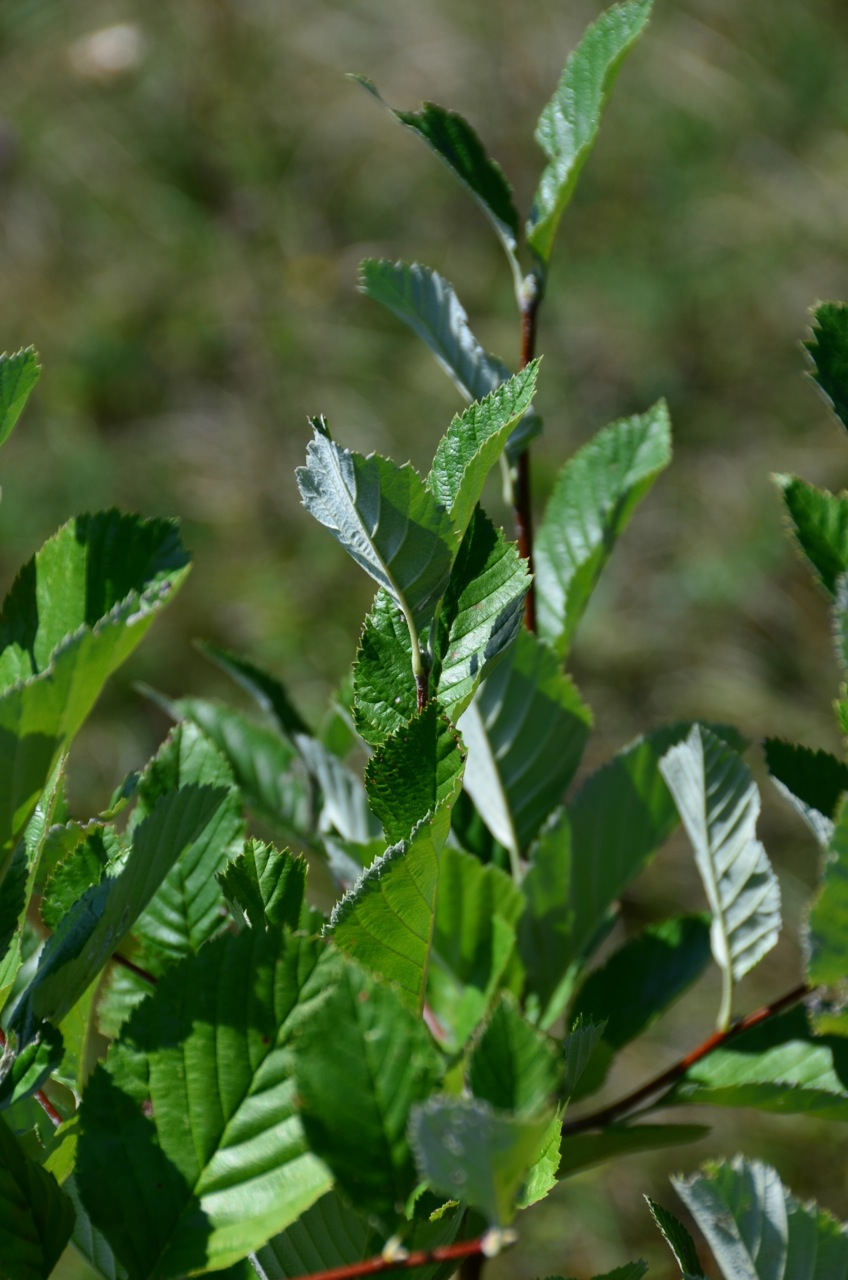